# Zona de fratura Charlie-Gibbs

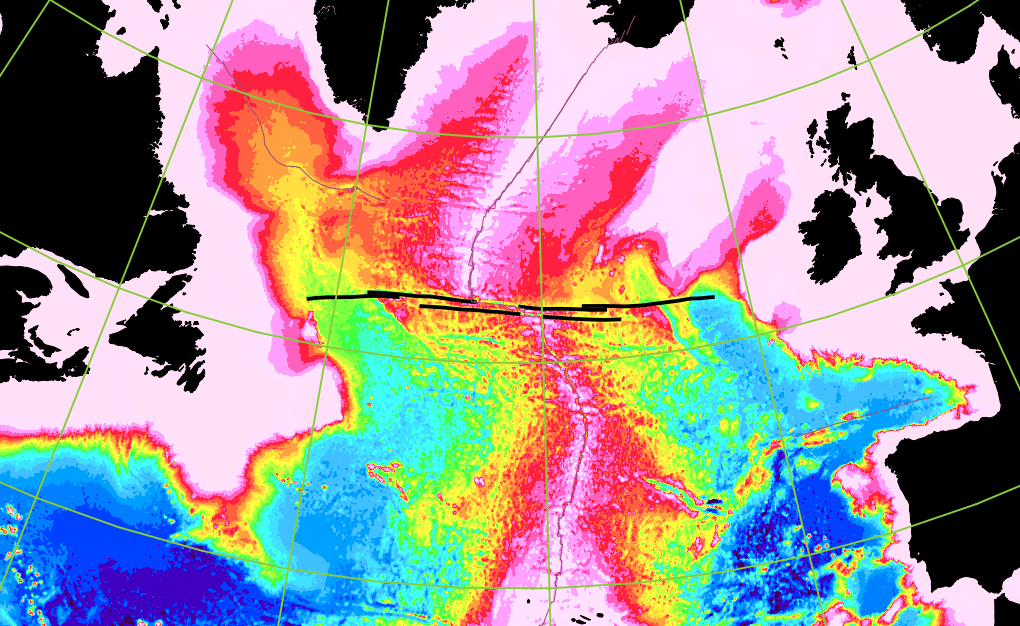
Extensão da Zona de Fractura Charlie-Gibbs.

Vista esquemática da Zona de Fractura Charlie-Gibbs.

Falha transformante Charlie-Gibbs.

A Zona de Fractura Charlie-Gibbs é uma estrutura tectónica constitituído por duas zonas de fractura paralelas localizadas na parte central da bacia do Atlântico Norte, próximo dos 53º de latitude Norte, considerada a mais proeminente das interrupções do alinhamento geral da Dorsal Média Atlântica entre os Açores e a Islândia. A estrutura pode ser detectada no relevo submarino ao longo de mais de 2000 km, desde o nordeste da Terra Nova ao sudoeste da Irlanda. Estima-se que terá demorado mais de 90 milhões de anos para que a movimentação das placas tectónicas levassem à criação de uma estrutura com aquele comprimento.

## Descrição
A estrutura resultou da acção diferencial de duas falhas transformantes, a qual levou ao deslocamento do eixo da Dorsal Média Atlântica para leste e oeste em relação ao seu andamento geral naquela região, criando uma descontinuidade lateral centrada sobre as referidas falhas.
O efeito atrás descrito foi produzido pelo movimento conjugado da falha transformante localizada mais a sul, a qual deslocou o sector da Dorsal Média Atlântica que vem da Junção Tripla dos Açores cerca de 120 km para leste, com o movimento da falha transformante mais a norte, o qual deslocou o eixo do rifte cerca de 230 km para oeste, efectivamente provocando uma translação dessa magnitude na parte terminal do segmento da Dorsal Média do Atlântico no sector que liga a Zona de Fractura Charlie-Gibbs à Islândia. Nas proximidades da longitude 31.75º W, um vale de rifte sismicamente activo, com cerca de 40 km de comprimente e orientação sul-norte, liga o extremo ocidental da falha transformante mais a sul ao extremo oriental da falha transformante mais a norte. Adicionando o efeito das duas falhas transformantes, o distanciamento entre o eixo central do rifte nos sectores para sul e norte da Zona de Fractura Charlie-gibbs atinge os 350 km, uma das maiores descontinuidades laterais conhecidas nos sistemas dorsais submarinos.
As duas falhas transformantes prolongam-se por milhares de quilómetros para leste e oeste, actualmente como zonas de fractura inactivas.

## Exploração
Com base na análise da distribuição do epicentro dos sismos registados ao longo de vários anos, em 1963 foi postulada por Bruce Heezen e Maurice Ewing a existência de uma falha transformante no fundo do Oceano Atlântico próxima da latitude dos 53º N. Por outro lado, o estudo da circulação profunda naquela região oceânica, em particular das correntes associadas à massa de água profunda do Atlântico Norte, apontava para a existência de uma passagem profunda através da Dorsal Média Atlântica, que se presumia deveria corresponder a uma interrupção naquela região.
Em 1966 a área foi investigada pelo USCGC Spar (WLB-403) no seu regresso de uma viagem de exploração hidrográfica ao Oceano Árctico. A falha geológica então identificada foi designada por «Zona de Fractura Charlie» devido à sua proximidade com a estação de recolha de dados meteorológico e oceanográficos da Guarda Costeira dos Estados Unidos designada por estação «C» (ou «Charlie» no código fonético internacional, logo a Ocean Weather Station Charlie) então posicionada na posição 52° 45′ N, 35° 30′ O, nas proximidades da falha. Em Julho de 1968 o navio oceanográfico USNS Josiah Willard Gibbs (T-AGOR-1) levou a cabo uma exploração mais aprofundada daquele zona, razão pela qual foi proposto que a zona de fractura fosse designada por «Gibbs Fracture Zone» (Zona de Fractura Gibbs), já que as zonas de fractura são designadas em geral pelo nome de um navio oceanográfico ligado à sua descoberta. A proposta foi apenas parcialmente aceite, e o nome oficial actualmente em uso é «Zona de Fractura Charlie-Gibbs». Note-se que o nome duplo se refere conjuntamente ao sistema tectónico formado pelas duas fracturas paralelas, sendo que a referência a cada uma das falhas deve ser completado com a indicação de «Norte» e «Sul», conforme o caso (Charlie-Gibbs Norte e Charlie-Gibbs Sul).

## Montes submarinos
A região em torno da Zona de Fractura Charlie-Gibbs contém dois montes submarinos aos quais foram atribuídos topónimos internacionais:
- O Monte Submarino Minia, localizado na posição 53° 01′ N, 34° 58′ O.[5] faz parte da estrutura geológica associada à ligação entre o ramo norte da Dorsal Média e o ramo norte e a Charlie-Gibbs Norte. O nome deste monte submarino deriva do navio Minia (1866-1922),[6] que ao serviço da Anglo-American Telegraph Company explorou aquela região do oceano. O Minia ficou conhecido por ter particpado na operação de socorro ao Titanic, tendo recuperado cadáveres e artefactos que ficaram a flutuar após o afundamento.[7]
- O Monte Submarino Hecate, localizado na posição 52° 17′ N, 31° 00′ O, assim designado em homenagem ao navio oceanográfico HMS Hecate (A137). Está localizado no flanco norte da Charlie-Gibbs Sul, a leste de um curto segmento de rifte.